# Karsten Hilse

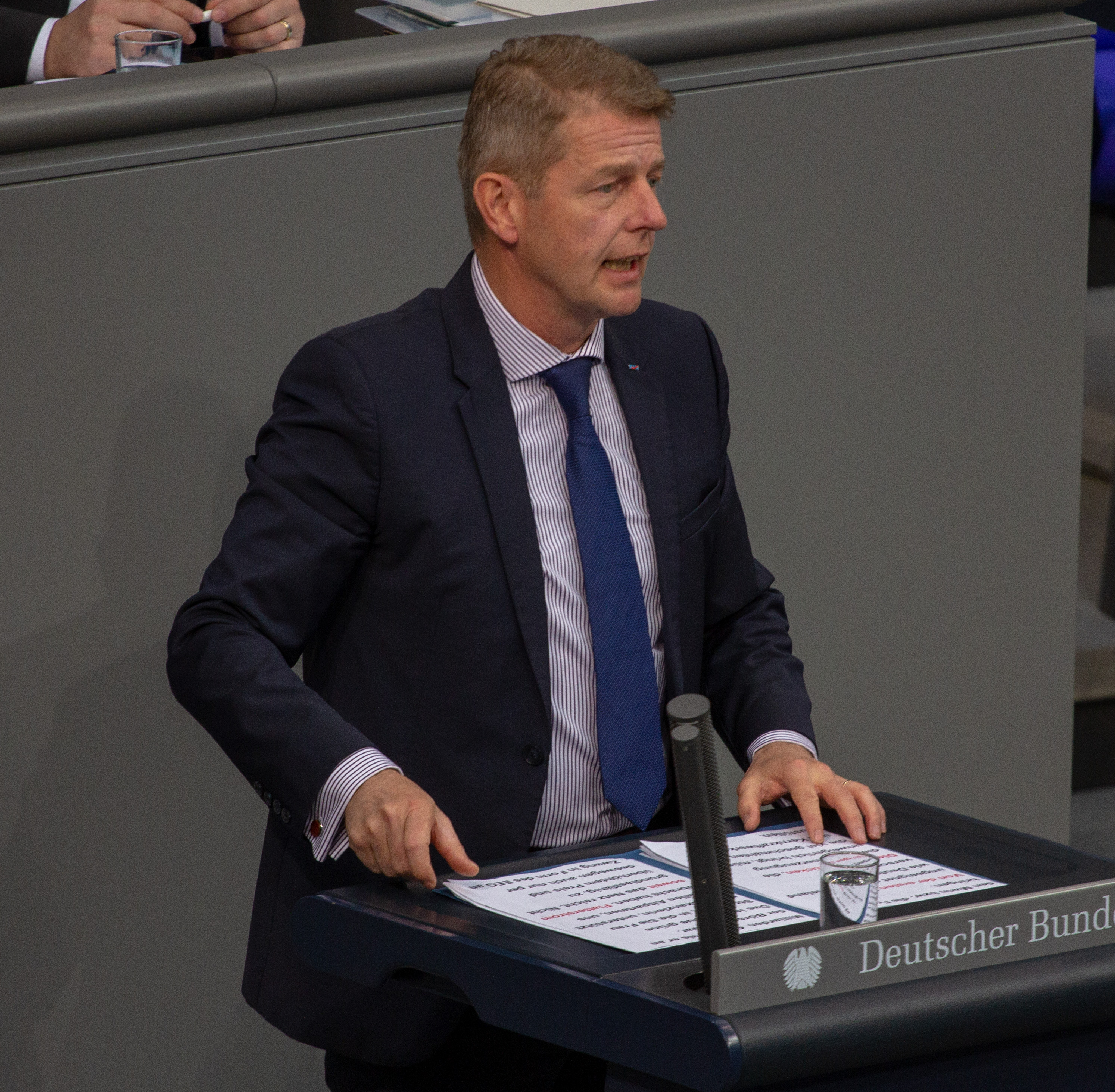
Karsten Hilse (2019)

Karsten Hilse (* 12. Dezember 1964 in Hoyerswerda) ist ein deutscher Politiker (AfD). Seit 2017 ist er Mitglied des Deutschen Bundestages.

## Leben und Beruf
Hilse wuchs im Wohnkomplex II in Hoyerswerda auf und erlernte den Beruf eines Elektromonteurs. Später ging er zur Volkspolizei und arbeitete seit 1986 als Verkehrspolizist. Seit der Wende war Hilse in Hoyerswerda als Polizeibeamter im Streifendienst tätig. 1991 war er während der Ausschreitungen in Hoyerswerda beim Schutz der Wohnheime auf der Albert-Schweitzer-Straße im Einsatz. Zudem arbeitete er nebenberuflich als Journalist beim Lokalfernsehen und als Statist, unter anderem als deutscher Soldat in dem Film Inglourious Basterds, und war als Model tätig, wobei er einmal zum Mister Brandenburg gewählt wurde.
Hilse ist seit 2017 in zweiter Ehe verheiratet und hat drei Kinder. Er lebt in Lohsa.

## Politische Tätigkeit
Hilse wurde 2015 wegen Unzufriedenheit über die Politik der CDU politisch aktiv und ist seit Januar 2016 Mitglied der AfD. Im März 2016 gehörte er zu den Gründern der AfD-Ortsgruppe Hoyerswerda. Im gleichen Jahr lehnte er in einem Interview jegliche politische Gewalt ab und sagte, seine Region habe andere Sorgen als den Islam. Von rassistischen Äußerungen seiner Parteikollegen Alexander Gauland und Jens Maier und Extremisten distanzierte er sich. Die Partei hatte er wegen der Eurorettungspolitik, der Flüchtlingspolitik, Energiewende und Aussetzung der Wehrpflicht gewechselt. Er wurde im Juli 2016 in den AfD-Kreisvorstand Bautzen kooptiert und im November in dessen Vorstand gewählt. Seit 2017 ist er Vorsitzender des Kreisverbandes Bautzen.
Ende 2016 wurde Hilse zum Direktkandidaten der AfD im Bundestagswahlkreis Bautzen I gewählt. Bei der Bundestagswahl 2017 gewann Hilse mit 33,2 % der Erststimmen das Direktmandat; der Zweitplatzierte, der CDU-Bewerber Roland Ermer, erhielt 30,6 % der Stimmen.
Zu Beginn des Jahres 2018 war Hilses Kreisverband Gastgeber des Parteitages der AfD Sachsen, für den Hilse dazu aufrief, „das Altparteienkartell zu stürzen“. Zu seiner Aktivität im Bundestag befragt hob er seine Rede gegen die Klimapolitik hervor. Außerdem distanzierte sich Hilse von einem viel kritisierten, rassistischen Tweet seines Fraktionskollegen Jens Maier, dem er aber glaube, dass einer seiner Mitarbeiter den Tweet geschrieben habe und nicht Maier selbst.
Hilse kandidierte im Jahr 2020 dreimal erfolglos für das Amt des stellvertretenden Bundestagspräsidenten. Am 16. Januar 2020 stimmten für Hilse nur 154 Abgeordnete des Bundestages bei 473 Neinstimmen und 30 Enthaltungen. Bei der zweiten Wahl am 5. März erhielt Hilse noch weniger Jastimmen (120), bei 509 Neinstimmen und 15 Enthaltungen. Beim dritten Wahlgang am 7. Mai erhielt er 129 Jastimmen bei 501 Gegenstimmen und 26 Enthaltungen.
Hilse trat zur Bundestagswahl 2021 wieder im Bundestagswahlkreis Bautzen I an und stand außerdem auf Platz 4 der Landesliste der AfD Sachsen. Er erhielt in seinem Wahlkreis 33,4 % der Erststimmen (CDU: 26,0 %), womit er den Wahlkreis gewann und zog erneut in den Bundestag ein.

## Politische Positionen
Im Bundestagswahlkampf 2017 nannte er die Einführung von Volksentscheiden auf Bundesebene als sein wichtigstes Ziel. Außerdem wolle er sich für mehr Geld für Bildung einsetzen sowie für Dieselfahrzeuge produzierende Unternehmen und deren Zulieferer, um Arbeitsplätze zu sichern.

### Migrations- und Flüchtlingspolitik
Polizei und Justiz sollen personell gestärkt und die deutschen Grenzen durchgängig kontrolliert werden. Zur Reduzierung von Flucht und Einwanderung nach Deutschland fordert Hilse Schutzzonen nahe Kriegsgebieten und eine Wirtschaftspolitik, die die afrikanische Wirtschaft schützt. Ein Einwanderungsgesetz soll die Migration regeln. Nach erfolgter Wahl versprach Hilse den Einsatz für mehr Sicherheit insbesondere in Grenzgebieten, für Verteilung von Wohlstand nach unten, für einen Ausstieg aus dem Euroraum und die Einsetzung eines Untersuchungsausschusses zur Flüchtlingskrise 2015. Außerdem kritisierte er die Entscheidung von Frauke Petry, nicht der AfD-Fraktion anzugehören und aus der Partei auszutreten.
Er stellte sich beim Bundesparteitag der AfD am 10. und 11. April in Dresden an die Seite von Björn Höcke, Vorsitzender der AfD Thüringen. Höcke sprach sich für ein Einwanderungsmodell nach japanischem Vorbild aus.

### Leugnung des vom Menschen verursachten Klimawandels, Umwelt- und Naturschutz
Im 19. Deutschen Bundestag war Hilse Obmann des Ausschusses für Umwelt, Naturschutz und nukleare Sicherheit. Zudem gehörte er als stellvertretendes Mitglied dem Ausschuss für Inneres und Heimat an.
Maßnahmen zur Reduzierung der Luftverschmutzung lehnt er ab, Stickoxid- und Feinstaubgrenzwerte hält er nicht für wissenschaftlich, sondern für „ideologisch“ begründet, weshalb sie seiner Meinung nach abgeschafft werden sollten. Er leugnet zudem den von Menschen verursachten Klimawandel (laut Hilse „ein aus kranken Gehirnen ausgeschwitztes Weltuntergangs-Szenario“) und behauptete in einer Bundestagsrede, das „sogenannte Weltklima“ gebe es nur in den Köpfen von „Klimaideologen“. Die Menschheit beeinflusse das Klima nicht. Zudem attackierte er Klimaforscher wiederholt mit Schmähungen. Auch lehnt Hilse die Energiewende als zu teuer und nicht umsetzbar ab.
2018 äußerte er im Bundestag, die AfD sage „hier und heute der Irrlehre des von Menschen gemachten Klimawandels den Kampf an“, für die es keine Beweise gebe, und forderte anschließend „den Ausstieg aus allen diesbezüglichen nationalen und internationalen Verträgen und Gremien“. In seinem Abgeordnetenbüro beschäftigt er unter anderem Michael Limburg, den Vizepräsidenten der Organisation EIKE, die die Klimawandelleugnerszene in Deutschland organisiert. Im September 2019 berief sich Hilse in einer Rede auf den Generalsekretär der Weltorganisation für Meteorologie, Petteri Taalas, der – so Hilse – als „einer der größten Klimaalarmisten in der Vergangenheit“ vor einer Klimahysterie gewarnt habe. Laut Tagesschau taugt Taalas allerdings nicht zum Kronzeugen für eine Abkehr von dem Ziel einer deutlichen Reduzierung der CO2-Emissionen: Er habe zwar gegenüber einer finnischen Zeitung vor einer Radikalisierung gewarnt, jedoch auf dem Klimagipfel in New York – ebenfalls im September 2019 – eine radikale Senkung des Ausstoßes der klimaschädlichen Treibhausgase gefordert.
Hilse kritisierte Anfang 2018 die Ansiedlung von Wölfen in der Lausitz, gegen die stärker vorgegangen werden müsse, und vertrat die von Experten als unsinnig bezeichnete These, es handele sich nicht um richtige Wölfe, sondern um Hybriden. Zudem zog er Parallelen zur (laut Hilse) „Migrationskrise“, in der, so Hilse, „überwiegend junge Männer“ zu uns gekommen seien, von denen der „überwiegende Teil […] vom Sozialstaat“ lebe. Ebenso habe man „das Experiment Wolf begonnen“, „[w]ohl wissend, dass es durch die Neuansiedlung Probleme mit der Landbevölkerung geben würde“.
2021 nahm er an der jährlichen Konferenz der Klimawandelleugnerorganisation EIKE teil.
Nach der Bundestagswahl 2021 nominierte ihn die AfD als Vize-Vorsitzenden des Klimaausschusses.

### Pandemieschutz-Maßnahmen
Hilse trat mehrfach als Redner bzw. Organisator bei Demonstrationen und Protestaktionen gegen Corona-Beschränkungen auf. Unter anderem behauptet er wiederholt: „Die Corona-Toten sind erstunken und erlogen. Jeder, der angeblich deswegen gestorben ist, wäre sowieso bald gestorben.“ Wenige Tage später erklärte er im Bundestag, es sei die „Einschätzung der AfD-Fraktion, dass eine epidemische Notsituation nicht existent ist“. Daher werde sich die AfD im Bundestag nicht an Schutzmaßnahmen vor der COVID-19-Pandemie halten, insbesondere an die Reduzierung der Zahl der Abgeordneten bei Abstimmungen. Anfang November 2020 wurde er von Bundestagsvizepräsidentin Claudia Roth offiziell gerügt, weil er bei einer Rede im Bundestag ein T-Shirt der Querdenken-Initiative getragen hatte.
Im April 2021 brachte Hilse auf dem AfD-Parteitag einen von ihm verfassten Antrag für eine Corona-Resolution ein, die sich gegen Corona-Tests und Impfungen richtete und die sofortige Beendigung des Lockdowns einforderte. Zudem sollten alle Bürger selbst entscheiden können, ob sie sich gegen das Corona-Virus schützen oder nicht. Gefordert wurde ebenso, dass die Bundesregierung statt einer „Politik der Angst“ das Immunsystem stärkende Maßnahmen einführe. In dem Antragstext wurde behauptet, dass erst 0,18 Prozent der deutschen Bevölkerung positiv auf das Virus getestet worden seien – ohne Erklärung des Zustandekommens dieses Wertes. Zu dem Zeitpunkt gab es laut dem Robert Koch-Institut in Deutschland bei rund 83 Mio. Bürger etwa 3 Mio. Infizierte. Auch sei, so die Resolution, in Altersheimen nach Impfungen sowohl die Zahl der Infizierten als auch der Toten gestiegen. Der Antrag wurde mit großer Mehrheit angenommen.
Im Oktober 2021 war Hilse einer von 22 AfD-Abgeordneten, die sich bei der konstituierenden Sitzung des Bundestages weigerten, sich an die dort geltende 3G-Regel zu halten (also einen Nachweis erbrachten, dass sie geimpft, genesen oder getestet waren), und deshalb statt im Plenarsaal auf der Tribüne des Bundestags Platz nehmen mussten. Bei dieser Sitzung trug er einen Sticker mit der Aufschrift „nicht geimpft“.
Auf Facebook teilte Hilse im Dezember 2021 häufig Videos von nicht angemeldeten, von den Demonstranten als „Spaziergänge“ bezeichneten Anti-Coronamaßnahmen-Demos, unter denen Medienberichten zufolge von Kommentatoren vielfach „Hass-Postings und Umsturzgedanken“ geäußert wurden. Im selben Monat änderte er sein Profilbild auf ein Foto von ihm, auf dem er ein schwarzes T-Shirt mit roter Aufschrift „Freiheit für Deutschland! Compact“ trug. Compact ist eine insbesondere gegen Corona-Maßnahmen, Angela Merkel sowie den Islam anschreibende Zeitschrift, die zu dem Zeitpunkt vom Verfassungsschutz wegen Verbreitung „revisionistischer, verschwörungstheoretischer und fremdenfeindlicher Motive“ als „rechtsextremistischer Verdachtsfall“ und kurz darauf als „gesichert rechtsextrem“ eingestuft wurde.
Am 13. Januar 2022 hielt er im Bundestag eine Rede, bei der sich vehement gegen die Klima- und Coronapolitik der Regierung aussprach, Ängste vor Impfungen schürte, die NS-Vergangenheit relativierte sowie Wirtschaftsminister Robert Habeck und große Teile des Parlamentes beleidigte. Unter anderem warf er der Bundesregierung vor, Freiheitsrechte auszuhebeln und Bürger und Abgeordnete zu Menschen zweiter Klasse herabzusetzen, „wenn sie sich der experimentellen Gentherapie entziehen“ (also sich nicht impfen ließen). Das erinnere „an die dunkelsten Zeiten der Geschichte“. Habeck und dessen Beratern warf er vor, mit seiner Klimapolitik die deutsche Wirtschaft zerstören zu wollen, denn er habe schon immer „den Untergang Deutschlands“ gewollt. Alleine das sei ausreichend, ihn und seine Berater auf ihren „Geisteszustand untersuchen zu lassen“. Schließlich erklärte er: „Aber irgendwann werden Sie alle sich verantworten müssen für die Verarmung und Verelendung großer Teile des deutschen Volkes, für die Zehntausenden Toten bei einem Blackout und durch die Gentherapie-Schäden, für die Ebnung des Weges in den Totalitarismus und vor allem für die geschundenen Kinderseelen aufgrund ihrer menschenverachtenden Corona-Politik.“ Wenn dies nicht vor einem weltlichen Gericht geschehe, dann aber sicher im Jenseits. Zum Abschluss seiner Rede richtete er sich an alle Mitglieder des Bundestages und äußerte: „Ich verachte Sie – bis auf wenige Ausnahmen – zutiefst.“

### Dexit
Am 11. April 2021 auf dem AfD-Parteitag in Dresden sprach Hilse sich für den Austritt Deutschlands aus der EU aus und erläuterte dies mit den Worten: „Weil die EU sterben muss, wenn Deutschland leben will.“

### Russischer Überfall auf Ukraine
Als nach dem russischen Überfall auf die Ukraine die deutsche Bundesregierung der Ukraine die Lieferung von Panzern zusagte, äußerte Hilse Ende Januar 2023 bei einer Demonstration in Querfurt: „Das hätte ich mir nicht vorstellen können, dass deutsche Panzer wieder in Richtung Russland, wie damals halt in Richtung Sowjetunion fahren und dort quasi in den Krieg eingreifen wollen.“

## Strafverfahren
Am 18. November 2020 wurde Hilse von Polizisten kurzzeitig festgenommen, nachdem er am Rande einer unter anderem von ihm beworbenen Querdenker-Demonstration in Berlin gegen die Novellierung des Infektionsschutzgesetz Widerstand gegen Polizeibeamte geleistet und sie mit den Worten „Ey, ich bin Bundestagsabgeordneter! Habt ihr 'ne Scheibe oder was?! Ich bin deutscher Bürger!“ angeschrien hatte. Die Beamten hatten Hilse kontrolliert, weil er entgegen den Vorschriften keinen Mundnasenschutz getragen hatte. Hilse verwies auf ein Attest, das die Polizisten als ungültig beurteilten. Die Polizei Berlin leitete ein Ermittlungsverfahren gegen Hilse wegen des Verdachts der Fälschung von Gesundheitszeugnissen und Widerstands gegen Vollstreckungsbeamte ein. Im Dezember 2021 beantragte die Staatsanwaltschaft Berlin beim Bundestag, die Strafverfolgung wegen Widerstands gegen Vollstreckungsbeamte gegen Hilse zu genehmigen und dafür dessen Abgeordnetenimmunität aufzuheben. Am 13. Januar 2022 hob der Bundestag die Immunität mit breiter Mehrheit gegen die Stimmen der Fraktion der AfD auf. Anfang März 2022 wurde bekannt, dass er eine dafür verhängte Geldstrafe von 20 Tagessätzen wegen Widerstands gegen Vollstreckungsbeamte akzeptiert hatte.